# Bürgerbrief

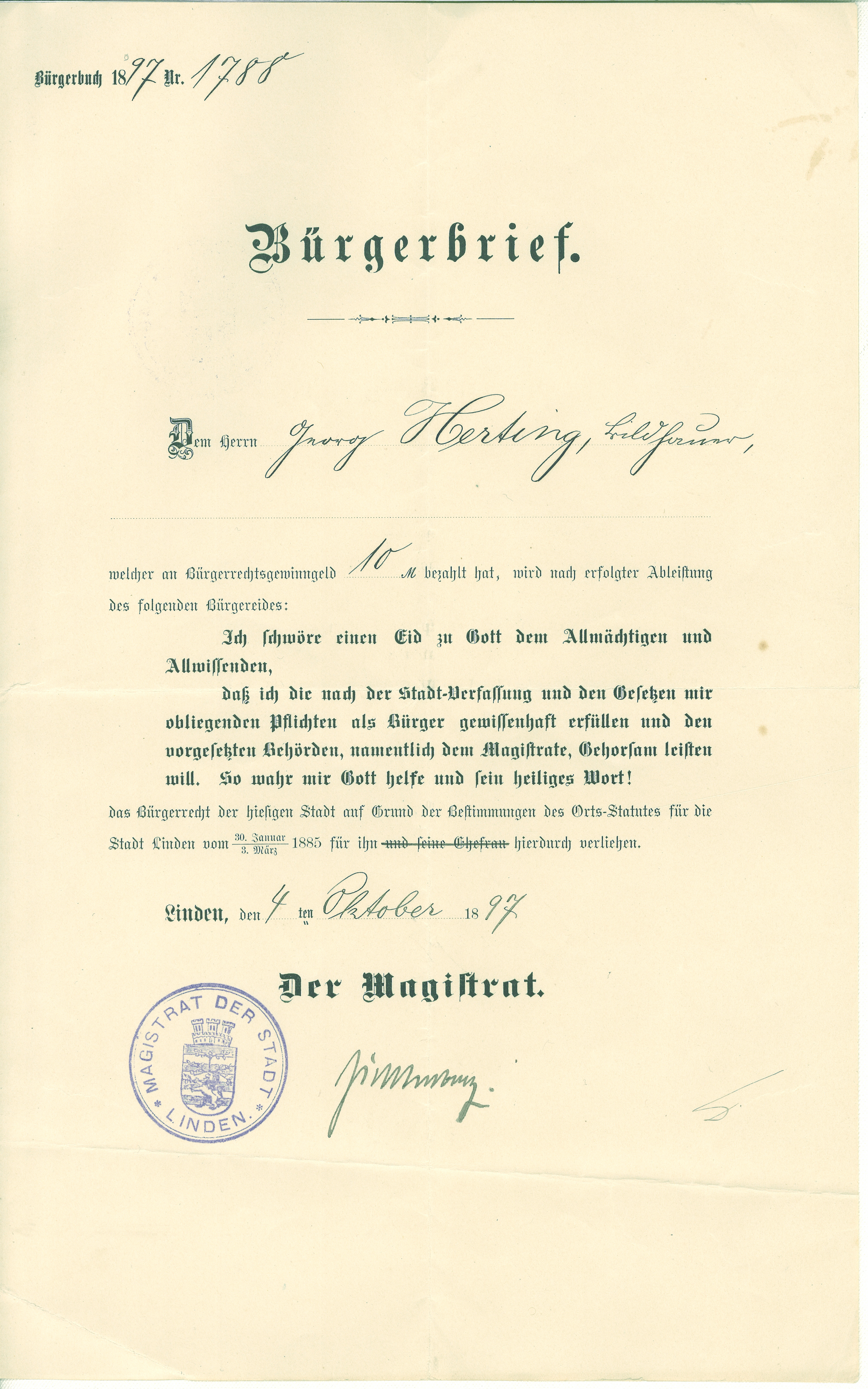
Bürgerbrief für den Bildhauer Georg Herting, ausgestellt 1897 vom Magistrat der Stadt Linden (Hannover)

Der Bürgerbrief war ein Dokument, welches in der Zeit zwischen dem Mittelalter bis zu Beginn des 20. Jahrhunderts von vielen europäischen Städten und Kommunen auf Antrag erteilt wurde, um zugewanderten Bewohnern die Möglichkeit zum Erwerb der vollen bürgerlichen Rechte zu gewähren.
Ein Auswandererlied, das in der Schweiz überliefert ist, belegt die Rolle des Bürgerbriefes. Man sang „Du willst den Bürgerbrief zerreißen, den dir das teure Hochland gab...“, nachgewiesen in einer gedruckten Sammlung aus dem Aargau 1911 und in zahlreichen Aufzeichnungen aus mündlicher Überlieferung, z. B. bereits aus Bern 1860 (Auswanderung nach Amerika), aus dem Gebiet von Basel 1914 und als Soldatenlied. Der Bürgerbrief ist der Nachweis bürgerlicher Heimatrechte; er wird heute in der Schweiz bei der Volljährigkeit und nach erfolgter Einbürgerung verliehen. Der Auswanderer verzichtete (damals) mit dem Zerreißen auf die soziale Absicherung durch die Heimatgemeinde.